# Flora Carabella
Flora Carabella (* 26. Februar 1926 in Rom; † 20. April 1999 ebenda) war eine italienische Schauspielerin.

## Leben
Carabella ist die Tochter des Filmkomponisten Ezio. Sie war vom 12. August 1950 bis zu seinem Tod 1996 mit dem Schauspieler Marcello Mastroianni verheiratet, den sie während der Proben zu Endstation Sehnsucht kennengelernt hatte und mit dem sie eine Tochter hat.
Carabellas schauspielerischer Werdegang begann an der Accademia nazionale d’arte drammatica, die sie 1948 mit Diplom verließ und dann unter Luchino Visconti erste Auftritte hatte. Auch zu Beginn der 1950er Jahre spielte sie Arthur Miller und Carlo Goldoni unter Visconti, gab aber nach der Geburt der Tochter Barbara ihre Karriere größtenteils auf. Ihr Filmdebüt hatte sie 1963 in Lina Wertmüllers Filmdrama Die Basilisken in der Rolle der Luciana Bonfanti. Erst zwölf Jahre später drehte sie unter der Regie von Roberto Rossellini mit Der Messias ihren nächsten Film. Weitere Filme und Fernsehserien folgten, bis sie im Jahr 1994 mit Quando finiranno le zanzare ihren letzten Film drehte.
Carabella trat auch unter dem Namen „Flora Mastroianni“ in Erscheinung.

## Filmografie
- 1963: Die Basilisken (I basilischi)
- 1975: Der Messias (Il messia)
- 1976: Der unzähmbare Supertyp (Culastrisce nobile veneziano)
- 1977: Strandgeflüster (Casotto)
- 1978: In einer Regennacht (La fine del mondo nel nostro solito letto in una notte piena di pioggia)
- 1981: Cinéma 16 (Fernsehserie, 1 Folge)
- 1982: Il caso Murri (Fernsehserie, 4 Folgen)
- 1982: Viuuulentemente mia
- 1982: In viaggio con papà
- 1983: Himmel und Hölle (State buoni se potete)
- 1984: All’ombra della grande quercia (Fernsehserie)
- 1985: Ein Käfig voller Narren – Jetzt wird geheiratet (La cage aux folles III: 'Elles' se marient)
- 1986: Quando arriva il giudice (Fernsehserie, 1 Folge)
- 1993: Donne in un giorno di festa
- 1994: Quando finiranno le zanzare